# Château de Pressures
Le château de Pressures est un ancien château fort à Clamecy (Nièvre), en France.

## Historique
Fief dépendant de la châtellenie de Clamecy, cette maison forte est citée en 1389, dans l'hommage que rend « Hugues, chevalier, seigneur de Chandeo, à cause de sa femme Jeanne de Valéry, fille de feu Jean d'Olmaye, jadis chevalier, pour Jean d'Olmaye son beau-frère pour la maison forte de Pressure à cause Clamecy. »
Situé au fond de la vallée du Sauzay, ce château fort en défendait l'accès. Pressure ne dépendait pas de la prévôté, car son seigneur avait droit de basse justice qui était exercée par un juge, et dont les appels était du ressort de la châtellenie de Clamecy.
Pendant la Révolution, le château fut transformé en prison.

## Architecture
De plan rectangulaire, le château est entouré de douves en eau de plus de huit mètres de large qui sont franchissables par un pont du XVe siècle au nord-est, donnant accès à une porte cochère au milieu d'une tour carrée, et débouche dans la cour d'honneur. Une demi-tour circulaire se trouve à sa droite reliant un corps de logis. Une tour rectangulaire est située à l'ouest de la plateforme.

## Terriers, propriétés et revenus
- Ferme de Pressures.
- Moulin de Pressures.

## Seigneurs
- Jean d'Olmaye (père).
- Jean d'Olmaye.
- Hugues, chevalier, seigneur de Chandeo.
- Jeanne de Valéry en 1389.

## Prisonniers sous la Révolution française
- Jacques-Félix Boucheron (Conches, 1757-Paris, 1794), inspecteur de la navigation de l'Yonne, domicilié à Clamecy, condamné à mort comme contre-révolutionnaire le 25 ventôse an II (15 mars 1794) par le tribunal révolutionnaire de Paris, guillotiné place de la Révolution à Paris.
- Thomas Bouquerot de Voligny (1755-1841), arrêté le 28 ventôse an II (18 mars 1794), libéré après la chute de Robespierre le 27 juillet 1794.
- Basile Chevannes-Maugery, rentier demeurant à Clamecy, condamné à mort comme contre-révolutionnaire le 25 ventôse an II (15 mars 1794), par le tribunal révolutionnaire de Paris, guillotiné place de la Révolution.
- Barthélémy Du Verne (1727-1794), ex-noble, maréchal-de-camp, condamné à mort comme contre-révolutionnaire le 25 ventôse an II (15 mars 1794) par le tribunal révolutionnaire de Paris, guillotiné place de la Révolution.
- Léger Nicolas Faulquier, ex-substitut du procureur du ci-devant tyran-roi en la ci-devant élection de Clamecy, condamné à mort comme contre-révolutionnaire, le 25 ventôse an II (15 mars 1794) par le tribunal révolutionnaire de Paris, guillotiné place de la Révolution.
- Charles Feugneux, ou « Feugneur », dit « La Brisée » (1748-1794), garde-forestier des bois nationaux, domicilié à Armes, district de Clamecy, contre-révolutionnaire, condamné à mort le 25 ventôse an II (15 mars 1794) par le tribunal révolutionnaire de Paris, guillotiné place de la Révolution.
- Marie-Henriette Fournier de Quincy, marquise de Chabannes (1746-1794), veuve de Claude-François de Chabannes (1721-1786), ex-marquise de Chabannes, accusée d'avoir pratiqué des manœuvres tendant à assassiner le peuple, à discréditer les assignats et d'avoir prêché le fédéralisme et le royalisme, condamné à mort comme contre-révolutionnaire le 25 ventôse an II (15 mars 1794) par le tribunal révolutionnaire de Paris, guillotiné place de la Révolution.
- Henri La Bussière de La Motte (1745-1794), ex-noble condamné à mort comme contre-révolutionnaire, le 25 ventôse an II (15 mars 1794) par le tribunal révolutionnaire de Paris, guillotiné place de la Révolution.
- Jean-Baptiste Alexis Lardenelle, ou « Lardemelle », lieutenant-colonel du 10e régiment de chasseurs à cheval, domicilié à Clamecy, condamné à mort comme contre-révolutionnaire le 25 ventôse an II (15 mars 1794) par le tribunal révolutionnaire de Paris, guillotiné place de la Révolution.
- Nicolas Ronat (1749-1794), instituteur, condamné à mort comme contre-révolutionnaire le 25 ventôse an II (15 mars 1794) par le tribunal révolutionnaire de Paris, guillotiné place de la Révolution.
- Jacques Nicolas Sangle-Dumontot, dit « Longchamps » (1751-1794), ancien valet de chambre de la reine Marie-Antoinette, marchand de bois, domicilié au 40 faubourg Saint-Honoré à Paris, condamné à mort le 25 ventôse an II (15 mars 1794) par le tribunal révolutionnaire de Paris comme complice d'une conspiration du roi contre le peuple à la journée du 10 août 1792.
- Louis Étienne Tenaille-Champton (1750-1794), ex-garde du roi, né et domicilié à Clamecy, condamné à mort le 25 ventôse an II (15 mars 1794) par le tribunal révolutionnaire de Paris, comme complice d'une conspiration du roi contre le peuple à la journée du 10 août 1792, guillotiné place de la Révolution[3].
- Jean-Baptiste Marie Tenaille de Lesnaux (1765-1794), ex-garde du roi, né et domicilié à Clamecy, condamné à mort le 25 ventôse an II (15 mars 1794) par le tribunal révolutionnaire de Paris comme complice d'une conspiration du roi contre le peuple à la journée du 10 août 1792.
- Étienne Julien Touyon (1730-1794), ancien curé de Saint-Cyr-des-Autranis (Nièvre), né à Coulonne, condamné à mort comme contre-révolutionnaire le 25 ventôse an II (15 mars 1794) par le tribunal révolutionnaire de Paris pour avoir célébré une messe à laquelle a été chanté le Domine, salvum fac regem, guillotiné place de la Révolution[4].

## Propriétaires depuis la Révolution
- Maurice Mignon (1882-1962)[5],[6].